# Pseudocoremia cremnopa
Pseudocoremia cremnopa là một loài bướm đêm trong họ Geometridae.